# Wafaa Lamrani
Pour les articles homonymes, voir Lamrani.
Wafaa Lamrani née en 1960 à Ksar El Kébir, est une poète marocaine.
Elle a publié trois recueils de poésie et participe dans des nombreux festivals de poésie . Elle a été élue le 8 avril 2001 vice-présidente de la Maison de la Poésie au Maroc.